# ELIZABETH
『ELIZABETH』（エリザベス）は、日本の女性歌手であるLISAの3枚目のソロアルバム。発売元は、rhythm zone。

## 概要
- オリジナルアルバムとしては、2004年に発売した『GRATITUDE』以来約2年ぶりである。
- 原点回帰を謳った「I,Rhythm」をはじめ、彼女が本領を発揮するR&Bナンバーが満載。

## 収録曲

### Disc1
1. I,Rhythm
テレビ朝日『草野☆キッド』エンディングテーマ
2. TRIPOD BABY-CLASH the SOUND REMIX-/LISA loves m-flo
3. It's On
テレビ朝日ドラマ『吉祥天女』主題歌
4. on the lockdown
5. Precious Message -R.Yamaki's Groove Mix-
映画『バックダンサーズ!』挿入歌
6. do yo thing
7. OUCH!
8. boy crazy
9. hit da spot
10. SHOWTIME